# ابن السيد البطليوسي
ٱبْنُ ٱلسِّيْدِ ٱلْبَطَلْيَوْسِيُّ (444 هـ – 521 هـ / 1052م – 1127م) أبو محمد، عبدُ اللهِ بْنُ محمدِ بْنِ السِّيدِ (بكسر السين) ٱلْبَطَلْيَوْسِيُّ نسبة إلى مدينة بَطَلْيَوْس التي ولد فيها عام 444 هـ، وهي مدينة كبيرة من أهم حواضر الأندلس حينذاك. عاش ثُلُثَيْ عُمره في عصر ملوك الطوائف، والثلثَ الأخير في عصر المرابطين.
خدم ابن السيد في دولة عبد الملك بن رزين، صاحب السهلة الذي امتد حكمه ما بين عامي 436 هـ – 496 هـ، ولكن ابن السيد فرّ من ابن رزين.

## أهم مؤلفاته
من كتبه:
- الاقتضاب في شرح أدب الكتاب.
- الإنصاف في التنبيه على الأسباب التي أوجبت الاختلاف بين المسلمين في آرائهم.
- الإنصاف في التنبيه.
- الحدائق في المطالب العالية الفلسفية العويصة.
- الحلل في أغاليط الجمل.
- الحلل في شرح أبيات الجمل.
- المثلث في اللغة
- شرح سقط الزند.
- شرح الموطأ.[6]

## وفاته
توفي في رجب سنة 521 هـ في بلنسية.

## وصلات خارجية
- ابن السيد البطليوسي(444هـ- 521هـ) ومنهجه النحوي من خلال كتابه إصلاح الخلل من كتاب الجمل للزجاجي.